# Mariusz Kwiecień
Mariusz Kwiecień (ur. 4 listopada 1972 w Krakowie) – polski śpiewak operowy (baryton), solista o międzynarodowej sławie, profesor sztuk muzycznych.

## Życiorys
Jest absolwentem Akademii Muzycznej w Warszawie i laureatem konkursów wokalnych, m.in. austriackiego Belvedere i Międzynarodowego Konkursu Śpiewaczego w Barcelonie. Występował na wielu scenach operowych, m.in. Metropolitan Opera, Lyric Opera of Chicago, Seattle Opera, San Francisco Opera, w Operze Wiedeńskiej, Royal Opera House Covent Garden London, w Operze Paryskiej oraz na festiwalu w Glyndebourne.
22 maja 2009 z rąk Ministra Kultury i Dziedzictwa Narodowego Bogdana Zdrojewskiego odebrał Srebrny Medal „Zasłużony Kulturze Gloria Artis”. W 2011 został laureatem Nagrody Miasta Krakowa. Postanowieniem prezydenta RP Bronisława Komorowskiego z 16 czerwca 2015 został odznaczony Złotym Krzyżem Zasługi za zasługi dla kultury polskiej.
Karierę sceniczną zakończył w 2020 ze względu na problemy zdrowotne. Od 2020 do 2023 pełnił funkcję dyrektora artystycznego Opery Wrocławskiej. 
Od 2019 prowadzi zajęcia w Akademii Muzycznej w Krakowie. W 2024 otrzymał tytuł profesora sztuk muzycznych. 3 kwietnia 2025 został wyróżniony tytułem doktora honoris causa Akademii Sztuki w Szczecinie.
Artysta ma także obywatelstwo amerykańskie.

## Role operowe
- Eugeniusz Oniegin Piotra Czajkowskiego w roli tytułowej,
- Cyganeria Giacomo Pucciniego jako Marcello,
- Pajace Ruggero Leoncavallo jako Silvio,
- Carmen Georges’a Bizeta jako Escamillo,
- Così fan tutte Wolfganga Amadeusa Mozarta jako Guglielmo,
- Czarodziejski flet Wolfganga Amadeusa Mozarta jako Papageno,
- Don Pasquale Gaetana Donizettiego, jako Malatesta.
- Don Giovanni Wolfganga Amadeusa Mozarta jako Don Giovanni,
- Wesele Figara Wolfganga Amadeusa Mozarta jako hrabia Almaviva,
- Dydona i Eneasz Henry’ego Purcella jako Eneasz,
- Verbum nobile Stanisława Moniuszki jako Stanisław,
- Halka Stanisława Moniuszki jako Janusz,
- Król Roger Karola Szymanowskiego jako król Roger.

## Dyskografia (także DVD Video)
- DVD
  - Don Pasquale – 2010
  - Eugeniusz Oniegin – 2009
  - Łucja z Lammermooru – 2008
- Płyty
  - A Night At The Opera – 2001
  - Brahms: Niemieckie requiem – 2008
  - Chopin Songs oraz Aleksandra Kurzak i Nelson Goerner – 2010 (złota płyta w Polsce[11])
  - Bel Canto Spectacular – Juan Diego Flórez – 2008
  - Slavic Heroes – 2011